# 祐誠高等学校
祐誠高等学校（ゆうせいこうとうがっこう）は、福岡県久留米市上津町にある私立高等学校。

## 沿革
- 1962年（昭和37年）4月 - 久留米工業高等学校として開校
- 1976年（昭和51年）1月 - 久留米工業大学附属高等学校と改称
- 2005年（平成17年）4月 - 祐誠高等学校と改称、普通科にドリームコースを新設

## 設置学科

### 普通科
- 普通科
  - 特別選抜コース
  - 特別進学コース
  - 進学コース
  - ドリームコース

### 工業科
- 機械科
- 自動車科（令和2年4月より、のりもの未来科に改組）
- 土木科
- 情報技術科
- のりもの未来科「自動車エンジニアリングコース/航空ビジネスコース」

## 校歌
- 校歌: 『希望号はゆく』Going with the Hope
  - 作詞: 山上路夫
  - 作曲: 村井邦彦
  - 編曲: 有賀恒夫
  - 歌: 山本潤子（元：ハイファイセット）
  - コーラス: APRIL

※楽曲『翼をください』の作詞者・作曲者である。

## 交通手段
- 多数の生徒は自宅や駅より自転車通学。
- 西鉄バスの30・31系統で、「祐誠高等学校前」（降車専用バス停）または「野添（祐誠高等学校前）」で下車。
- スクールバス（黒木コース・羽犬塚コース・城島コース・船小屋コース・北茂安コース他、全7コース）

## 著名な卒業生
- 宮崎哲弥（評論家）
- 井口卓人（レーシングドライバー）
- 野田かつひこ（ミュージシャン）
- 佐久本昌広（元プロ野球選手）
- 坂田将人（元プロ野球選手）
- 若松駿太（元プロ野球選手）
- 荒巻悠（プロ野球選手）
- ダニー馬場（ミュージシャン）
- 加倉正義（競輪選手）
- 平田崇昭（競輪選手）
- 坂本亮馬（競輪選手）
- 池上あかり（ガールズケイリン選手）
- 大久保花梨（ガールズケイリン選手）
- 内野艶和（ガールズケイリン選手）
- 筒井亮喜（ハンドボール選手）
- 池松愛理（アイドル）
- 山中大輔（元Sバンタム級日本チャンピオン)
- 益子拓己（プロバスケットボール選手）